# Daniel O'Shaughnessy
Daniel O'Shaughnessy (Riihimäki, 14 settembre 1994) è un calciatore finlandese con passaporto irlandese, difensore dell'HJK.

## Biografia
Nato in Finlandia da padre irlandese e madre nativa del posto, è in possesso del doppio passaporto. È fratello di Patrick O'Shaughnessy, anch'egli calciatore.

## Carriera

### Club
Dopo avere mosso i primi passi nel RiNs, nel 2003 si è trasferito all'Honka, in cui ha militato con suo fratello Patrick.
A inizio 2009 lui e suo fratello si sono trasferiti all'HJK.
Dopo 3 anni passati nelle giovanili del club capitolino, in cui per giunta ha sostenuto provini (senza venire però acquistato) con club come Liverpool e Manchester Utd, nel gennaio 2012 viene acquistato dal Metz. Al Metz ha militato per due anni, senza però mai esordire in prima squadra e giocando solo con la seconda squadra.
Il 1º agosto 2014 viene acquistato dal Brentford.
Tuttavia, anche questa volta, non riesce a esordire in prima squadra venendo spedito in prestito in due occasioni: prima al Braintree Town e poi al Midtjylland.
Il 12 luglio 2016 viene acquistato dal Cheltenham Town.
Il 2 gennaio 2018 viene ceduto all'HJK, tornando così al club (oltreché in patria) dopo 6 anni.
Il 30 agosto 2021 viene acquistato dal Karlsruhe, con cui firma un contratto valido sino al 2024 con decorrenza 1º gennaio 2022.

### Nazionale
Ha esordito con la nazionale Under-21 nel 2013, durante le qualificazioni agli europei di categoria, nei quali ha segnato anche una rete. Ha giocato anche con le selezioni under-17, under-19 e 20 finlandesi.
Ha esordito con la nazionale maggiore finlandese alla prima convocazione il 10 gennaio 2016 contro la Svezia.
Il 13 novembre 2021 realizza la sua prima rete con la Finlandia in occasione del successo per 1-3 contro la Bosnia ed Erzegovina.

## Statistiche

### Cronologia presenze e reti in nazionale
| Cronologia completa delle presenze e delle reti in nazionale ― Finlandia | Cronologia completa delle presenze e delle reti in nazionale ― Finlandia | Cronologia completa delle presenze e delle reti in nazionale ― Finlandia | Cronologia completa delle presenze e delle reti in nazionale ― Finlandia | Cronologia completa delle presenze e delle reti in nazionale ― Finlandia | Cronologia completa delle presenze e delle reti in nazionale ― Finlandia | Cronologia completa delle presenze e delle reti in nazionale ― Finlandia | Cronologia completa delle presenze e delle reti in nazionale ― Finlandia |
| Data                                                                     | Città                                                                    | In casa                                                                  | Risultato                                                                | Ospiti                                                                   | Competizione                                                             | Reti                                                                     | Note                                                                     |
| ------------------------------------------------------------------------ | ------------------------------------------------------------------------ | ------------------------------------------------------------------------ | ------------------------------------------------------------------------ | ------------------------------------------------------------------------ | ------------------------------------------------------------------------ | ------------------------------------------------------------------------ | ------------------------------------------------------------------------ |
| 10-1-2016                                                                | Abu Dhabi                                                                | Svezia                                                                   | 3 – 0                                                                    | Finlandia                                                                | Amichevole                                                               | -                                                                        | 86’                                                                      |
| 13-1-2016                                                                | Abu Dhabi                                                                | Finlandia                                                                | 0 – 1                                                                    | Islanda                                                                  | Amichevole                                                               | -                                                                        |                                                                          |
| 11-1-2018                                                                | Abu Dhabi                                                                | Giordania                                                                | 1 – 2                                                                    | Finlandia                                                                | Amichevole                                                               | -                                                                        | 46’                                                                      |
| 3-9-2020                                                                 | Helsinki                                                                 | Finlandia                                                                | 0 – 1                                                                    | Galles                                                                   | UEFA Nations League 2020-2021 - 1º turno                                 | -                                                                        |                                                                          |
| 6-9-2020                                                                 | Dublino                                                                  | Irlanda                                                                  | 0 – 1                                                                    | Finlandia                                                                | UEFA Nations League 2020-2021 - 1º turno                                 | -                                                                        | 89’                                                                      |
| 7-10-2020                                                                | Danzica                                                                  | Polonia                                                                  | 5 – 1                                                                    | Finlandia                                                                | Amichevole                                                               | -                                                                        | 46’                                                                      |
| 11-11-2020                                                               | Saint-Denis                                                              | Francia                                                                  | 0 – 2                                                                    | Finlandia                                                                | Amichevole                                                               | -                                                                        |                                                                          |
| 18-11-2020                                                               | Cardiff                                                                  | Galles                                                                   | 3 – 1                                                                    | Finlandia                                                                | UEFA Nations League 2020-2021 - 1º turno                                 | -                                                                        | 61’                                                                      |
| 28-3-2021                                                                | Kiev                                                                     | Ucraina                                                                  | 1 – 1                                                                    | Finlandia                                                                | Qual. Mondiali 2022                                                      | -                                                                        |                                                                          |
| 31-3-2021                                                                | San Gallo                                                                | Svizzera                                                                 | 3 – 2                                                                    | Finlandia                                                                | Amichevole                                                               | -                                                                        |                                                                          |
| 4-6-2021                                                                 | Helsinki                                                                 | Finlandia                                                                | 0 – 1                                                                    | Estonia                                                                  | Amichevole                                                               | -                                                                        | 46’                                                                      |
| 12-6-2021                                                                | Copenaghen                                                               | Danimarca                                                                | 0 – 1                                                                    | Finlandia                                                                | Euro 2020 - 1º turno                                                     | -                                                                        |                                                                          |
| 16-6-2021                                                                | San Pietroburgo                                                          | Finlandia                                                                | 0 – 1                                                                    | Russia                                                                   | Euro 2020 - 1º turno                                                     | -                                                                        | 90’                                                                      |
| 21-6-2021                                                                | San Pietroburgo                                                          | Finlandia                                                                | 0 – 2                                                                    | Belgio                                                                   | Euro 2020 - 1º turno                                                     | -                                                                        |                                                                          |
| 4-9-2021                                                                 | Helsinki                                                                 | Finlandia                                                                | 1 – 0                                                                    | Kazakistan                                                               | Qual. Mondiali 2022                                                      | -                                                                        |                                                                          |
| 7-9-2021                                                                 | Décines-Charpieu                                                         | Francia                                                                  | 2 – 0                                                                    | Finlandia                                                                | Qual. Mondiali 2022                                                      | -                                                                        |                                                                          |
| 13-11-2021                                                               | Zenica                                                                   | Bosnia ed Erzegovina                                                     | 1 – 3                                                                    | Finlandia                                                                | Qual. Mondiali 2022                                                      | 1                                                                        |                                                                          |
| 16-11-2021                                                               | Helsinki                                                                 | Finlandia                                                                | 0 – 2                                                                    | Francia                                                                  | Qual. Mondiali 2022                                                      | -                                                                        | 82’                                                                      |
| 26-3-2022                                                                | Murcia                                                                   | Finlandia                                                                | 1 – 1                                                                    | Islanda                                                                  | Amichevole                                                               | -                                                                        |                                                                          |
| 4-6-2022                                                                 | Helsinki                                                                 | Finlandia                                                                | 1 – 1                                                                    | Bosnia ed Erzegovina                                                     | UEFA Nations League 2022-2023 - 1º turno                                 | -                                                                        | 72’                                                                      |
| 11-6-2022                                                                | Bucarest                                                                 | Romania                                                                  | 1 – 0                                                                    | Finlandia                                                                | UEFA Nations League 2022-2023 - 1º turno                                 | -                                                                        | 15’                                                                      |
| 20-11-2022                                                               | Oslo                                                                     | Norvegia                                                                 | 1 – 1                                                                    | Finlandia                                                                | Amichevole                                                               | -                                                                        | 61’                                                                      |
| 14-11-2024                                                               | Dublino                                                                  | Irlanda                                                                  | 1 – 0                                                                    | Finlandia                                                                | UEFA Nations League 2024-2025 - 1º turno                                 | -                                                                        | 58’                                                                      |
| Totale                                                                   |                                                                          | Presenze                                                                 | 23                                                                       |                                                                          | Reti                                                                     | 1                                                                        |                                                                          |

## Palmarès

### Club

#### Competizioni nazionali
- Campionato finlandese: 3

HJK: 2018, 2020, 2021
- Coppa di Finlandia: 1

HJK: 2020